# Caffè Mauro
La Mauro Demetrio S.p.A., nota come Mauro Caffè o Caffè Mauro è un'azienda italiana specializzata nella produzione del caffè, fondata nel 1949 a Reggio Calabria dalle ceneri dell'azienda familiare di Demetrio Mauro creata nel 1930, che importava il caffè per via marittima dalle colonie africane.

## Storia

### Gli inizi
Agli inizi del XX secolo la famiglia Mauro compra una nave usata da 40 tonnellate, la Salvatore Padre, trasporta merci sullo Stretto fino al 1936 quando si trasferisce in Africa nelle colonie.
Dopo la Seconda guerra mondiale nel 1945 Demetrio Mauro torna in Italia, dove ormai la sua famiglia non ha più nulla e decide di ripartire da zero. Così con una macchina da torrefazione usata da 20 kg inizia a Milano, in un seminterrato di via Calamatta, l'attività di produzione di caffè tostato. Nel 1949 la stessa macchina viene installata a Reggio Calabria in via Florio facendo nascere così la Mauro Caffè.
Nel 1952 l'azienda è a conduzione familiare con una modesta produzione di 3 quintali di caffè tostato al giorno. Nel 1957 la produzione di caffè tostato arriva a 15 quintali al giorno, e la costante crescita della domanda impone una ristrutturazione. L'anno seguente infatti vede l'azienda in uno stabilimento di quattro piani su 10.000 m² nella periferia nord di Reggio Calabria. Nel 1964 il primo spot pubblicitario che vede come protagonisti i messicani Chico e Manolo.
In 10 anni la Mauro Caffè moltiplica di sette volte il suo fatturato diventando negli anni Novanta il secondo produttore italiano di caffè grazie a due fattori chiave: è tra le prime aziende a presentarsi nelle drogherie con il caffè confezionato e crea una capillare rete distributiva in Italia. Sempre in quel periodo sponsorizza la nazionale italiana ai Mondiali di calcio.

### Cambia la proprietà
Nei primi anni Duemila, dopo che una parte della famiglia finisce coinvolta in un'indagine giudiziaria per usura, i due rami dei Mauro (da un lato Antonio e Maurizio Mauro, dall'altra Lillo Mauro) si dividono. L'azienda, indebitata con le banche e sovradimensionata, incontra difficoltà e nel 2008 viene acquisita per il 60% dalla famiglia Capua di Reggio Calabria: una famiglia di imprenditori calabresi che per 25 anni ha imbottigliato in cinque stabilimenti Coca-Cola e che proprio quell'anno cede la società, la Socib, alla Coca-Cola Hbc. L'altro 40% del capitale resta a Maurizio Mauro, nipote del fondatore.
Viene rivisto il logo, è effettuato il restyling del packaging, viene attuata una pesante ristrutturazione del personale che passa da 117 a 50 dipendenti. Nel tempo esce di scena la famiglia Mauro, il 75% del capitale è controllato da Fabrizio Capua mentre l'altro 25% fa capo al fratello Riccardo. Una lunga ristrutturazione terminata all'inizio del 2019 con un'intesa con la banche creditrici e con un nuovo piano industriale che prevede l'avvio di una catena di piccole caffetterie partendo da Milano e rafforzando il business delle capsule e delle cialde compatibili con Nescafé e Nespresso.

## Strutture
La sede della Mauro Caffè  è a Villa San Giovanni. Inaugurata nel 1997 nella zona industriale di Campo Calabro, alla periferia nord di Reggio Calabria, la struttura sorge su un'area di 37.000 m² che si affaccia sullo scenario dello Stretto.

## Sponsorizzazioni
- Dal 1995 al 2003 è stato il primo sponsor della Reggina.
- Dal 2015 è sponsor del Viola Basket Reggio Calabria[5]
- Dal 2020 diventa di nuovo sponsor ufficiale della Reggina[6].